# Aotus griseimembra
Aotus griseimembra är ett däggdjur i släktet nattapor som förekommer i norra Sydamerika. Populationen listades en längre tid som underart till Aotus lemurinus eller Aotus vociferans och sedan 2010-talet godkänns den som art.
För en hanne och en hona registrerades en vikt av 1010 respektive 920 g men storleksuppgifter saknas. På ovansidan förekommer främst spräcklig grå päls, ibland med inslag av ljusbrun, och undersidan är täckt av brun till gul päls. Håren som täcker händernas och fötternas ovansida är mörkbruna med ännu mörkare hårspetsar. Liksom hos nära besläktade arter bildas ansiktsmasken av vita hår kring den nästan nakna nosen, av en smal svart ring kring dem vita områden samt av en trekantig svart fläck på hjässan.
Arten förekommer i låglandet mellan Colombias två norra bergskedjor samt i angränsande regioner i norr fram till Karibiska havet i Colombia och nordvästra Venezuela. Habitatet utgörs av tropiska skogar och av trädodlingar.
Levnadssättet antas vara lika som hos andra nattapor.
Aotus griseimembra hotas främst av skogsavverkningar. IUCN uppskattar att hela beståndet minskade med 30 procent under de gångna 24 åren (3 generationer räknad från 2008) och listar arten som sårbar (VU). Andra zoologer befarar att den behövs listas som starkt hotad (EN).